# Tour Down Under

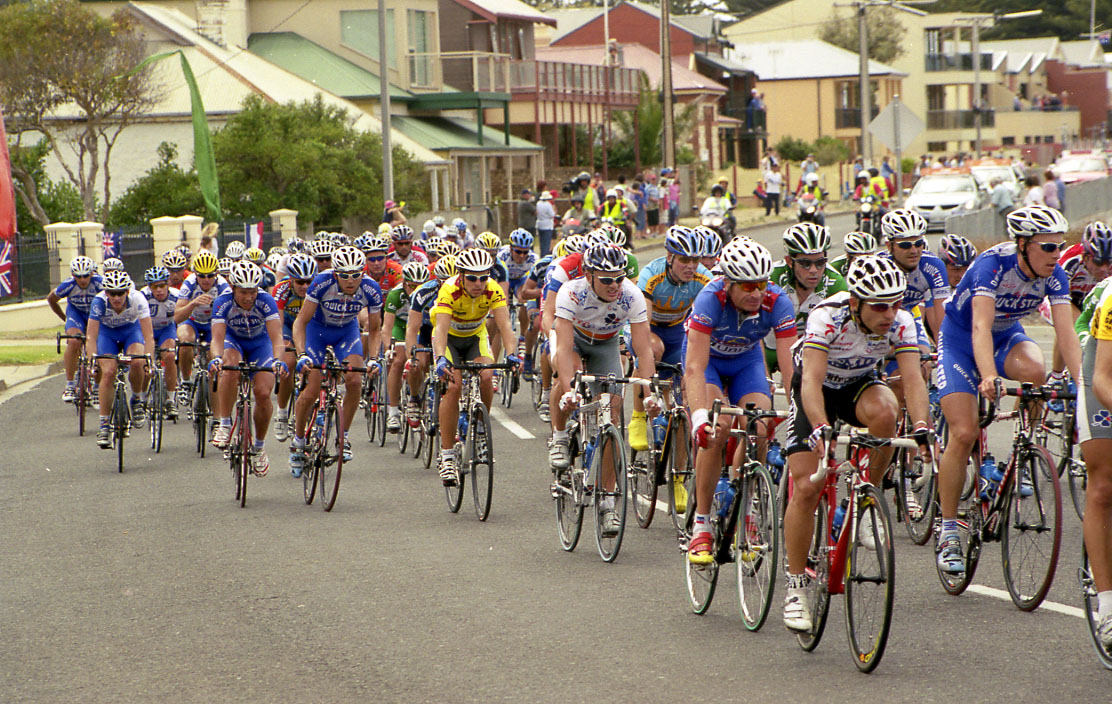
Imagen del pelotón en el Tour Down Under de 2004.

El Tour Down Under (oficialmente Santos Tour Down Under) es una vuelta por etapas profesional de ciclismo en ruta que se disputa en la zona este de la geografía de la Australia Meridional. Se disputa la tercera semana de enero y pertenece al calendario UCI WorldTour, máxima categoría de las carreras profesionales.
Se disputó por primera vez en 1999, y desde entonces se ha celebrado anualmente sin interrupciones hasta la temporada de 2021, cuando la carrera no pudo celebrarse en la fecha que correspondía debido a la Pandemia por coronavirus.
El Tour Down Under marca el inicio de las carreras de máxima categoría (UWT) del calendario ciclista profesional.
En su inicio la carrera formó parte de la categoría 2.4. Al año siguiente ascendió a la 2.3. Desde la creación de los Circuitos Continentales UCI en 2005 se integró en el UCI Oceania Tour dentro de la categoría 2.HC (máxima categoría de estos circuitos). Desde la temporada 2008 se incluyó en el calendario del UCI ProTour (actualmente UCI WorldTour), siendo la primera prueba no europea en formar parte de él.
Simon Gerrans, con 4 triunfos, es el ciclista que más victorias posee. André Greipel tiene el récord de triunfos parciales con 18. 

## Historia

### Recorrido
Siempre ha comenzado y finalizado en Adelaida con etapas meramente llanas a las que a lo largo de los años se han ido introduciendo dificultades. 
Desde el año 2002 se incluyó una etapa con algo de dificultad montañosa que acaba en Willunga, al principio con un paso, y posteriormente con dos, por un puerto puntuable, cuyo paso final estaba situado a unos 20 km de meta y que desde del 2012 se convirtió en final en alto. A partir del 2009 también se incluyó otra etapa rompepiernas con un circuito sinuoso alrededor de Stirling que suele producir pequeños cortes en el grupo principal y además desde esa edición del 2012 se incluyó otra etapa de cierta dificultad montañosa, reduciéndose así las posibilidades de los sprinters de cara a la victoria final. Con esas modificaciones han conseguido ganar la carrera otro tipo de corredores más completos como Michael Rogers, Mikel Astarloza, Luis León Sánchez, Simon Gerrans y Martin Elmiger entre otros.

## Palmarés

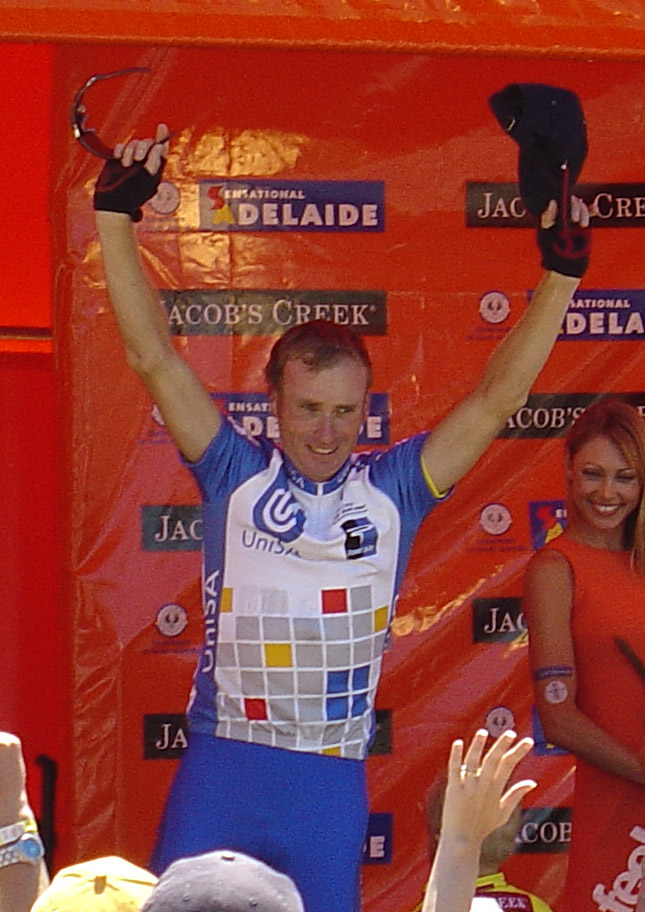
Patrick Jonker celebra su victoria en la prueba en el año 2004.

| Año  | Ganador           | Segundo            | Tercero            |           |
| ---- | ----------------- | ------------------ | ------------------ | --------- |
| 1999 | Stuart O'Grady    | Jesper Skibby      | Magnus Bäckstedt   |           |
| 2000 | Gilles Maignan    | Stuart O'Grady     | Steffen Wesemann   |           |
| 2001 | Stuart O'Grady    | Kai Hundertmarck   | Fabio Sacchi       |           |
| 2002 | Michael Rogers    | Aleksandr Bocharov | Patrick Jonker     |           |
| 2003 | Mikel Astarloza   | Lennie Kristensen  | Stuart O'Grady     |           |
| 2004 | Patrick Jonker    | Robbie McEwen      | Baden Cooke        |           |
| 2005 | Luis León Sánchez | Allan Davis        | Stuart O'Grady     |           |
| 2006 | Simon Gerrans     | Luis León Sánchez  | Robbie McEwen      |           |
| 2007 | Martin Elmiger    | Karl Menzies       | Lars Ytting Bak    |           |
| 2008 | André Greipel     | Allan Davis        | José Joaquín Rojas |           |
| 2009 | Allan Davis       | Stuart O'Grady     | José Joaquín Rojas |           |
| 2010 | André Greipel     | Luis León Sánchez  | Gregory Henderson  |           |
| 2011 | Cameron Meyer     | Matthew Goss       | Benjamin Swift     |           |
| 2012 | Simon Gerrans     | Alejandro Valverde | Tiago Machado      |           |
| 2013 | Tom Slagter       | Javi Moreno Bazán  | Geraint Thomas     |           |
| 2014 | Simon Gerrans     | Cadel Evans        | Diego Ulissi       |           |
| 2015 | Rohan Dennis      | Richie Porte       | Cadel Evans        |           |
| 2016 | Simon Gerrans     | Richie Porte       | Sergio Luis Henao  |           |
| 2017 | Richie Porte      | Esteban Chaves     | Jay McCarthy       |           |
| 2018 | Daryl Impey       | Richie Porte       | Tom Slagter        |           |
| 2019 | Daryl Impey       | Richie Porte       | Wout Poels         |           |
| 2020 | Richie Porte      | Diego Ulissi       | Simon Geschke      |           |
| 2021 | cancelada         | cancelada          | cancelada          | cancelada |
| 2022 | cancelada         | cancelada          | cancelada          | cancelada |
| 2023 | Jay Vine          | Simon Yates        | Pello Bilbao       |           |
| 2024 | Stephen Williams  | Jhonatan Narváez   | Isaac Del Toro     |           |
| 2025 | Jhonatan Narváez  | Javier Romo        | Finn Fisher-Black  |           |

## Palmarés por países
| País          | Victorias | 2.º lugar | 3.º lugar | Total | Último vencedor           |
| ------------- | --------- | --------- | --------- | ----- | ------------------------- |
| Australia     | 14        | 12        | 7         | 33    | Jay Vine en 2023          |
| España        | 2         | 5         | 3         | 10    | Luis León Sánchez en 2005 |
| Alemania      | 2         | 1         | 2         | 5     | André Greipel en 2010     |
| Sudáfrica     | 2         | -         | -         | 2     | Daryl Impey en 2019       |
| Reino Unido   | 1         | 1         | 2         | 3     | Stephen Williams en 2024  |
| Ecuador       | 1         | 1         | -         | 2     | Jhonatan Narváez en 2025  |
| Países Bajos  | 1         | -         | 2         | 3     | Tom Slagter en 2013       |
| Francia       | 1         | -         | -         | 1     | Gilles Maignan en 2000    |
| Suiza         | 1         | -         | -         | 1     | Martin Elmiger en 2007    |
| Dinamarca     | -         | 2         | 1         | 3     | -                         |
| Italia        | -         | 1         | 2         | 3     | -                         |
| Colombia      | -         | 1         | 1         | 2     | -                         |
| Rusia         | -         | 1         | -         | 1     | -                         |
| Nueva Zelanda | -         | -         | 2         | 2     | -                         |
| Suecia        | -         | -         | 1         | 1     | -                         |
| Portugal      | -         | -         | 1         | 1     | -                         |
| México        | -         | -         | 1         | 1     | -                         |

En negrilla corredores activos.

## Estadísticas

### Más victorias
| Ciclista       | Victorias | Años                    |
| -------------- | --------- | ----------------------- |
| Simon Gerrans  | 4         | 2006, 2012, 2014 y 2016 |
| Stuart O'Grady | 2         | 1999 y 2001             |
| André Greipel  | 2         | 2008 y 2010             |
| Daryl Impey    | 2         | 2018 y 2019             |
| Richie Porte   | 2         | 2017 y 2020             |

### Victorias consecutivas
- Dos victorias seguidas:
  -  Daryl Impey (2018, 2019)

En negrilla corredores activos.

### Victorias de etapa
- Actualizado a edición 2025.

Estos son los ciclistas que han ganado cinco o más etapas:
| \| Ciclista \| Etapas \| \| ------------- \| ------ \| \| André Greipel \| 18 \| \| Robbie McEwen \| 12 \| \| Caleb Ewan \| 9 \| \| Richie Porte \| 8 \| \| Allan Davis \| 6 \| \| Sam Welsford \| 6 \| \| Simon Gerrans \| 5 \| \| Baden Cooke \| 4 \| |        |
| Ciclista | Etapas |
| André Greipel | 18     |
| Robbie McEwen | 12     |
| Caleb Ewan | 9      |
| Richie Porte | 8      |
| Allan Davis | 6      |
| Sam Welsford | 6      |
| Simon Gerrans | 5      |
| Baden Cooke | 4      |